# Coupe du monde féminine de basket-ball 2022
Navigation
Espagne 2018 Allemagne 2026
La Coupe du monde féminine de basket-ball 2022 est la dix-neuvième édition du Championnat du monde féminin de basket-ball, devenue Coupe du monde féminine de basket-ball en 2018. Elle se déroule en Australie. 
Choisie en mars 2020 face à la Russie, l'Australie accueille 12 équipes pour cette compétition contre 16 lors des éditions depuis 1990. L'Australie accueille pour la seconde fois cette compétition, au parc olympique de Sydney, après le championnat du monde 1994.

## Lieux
Le tournoi se déroule dans deux salles sur le même site.
| Sydney            | Sydney              | Sydney |
| Sydney Super Dome | State Sports Centre | Sydney |
| Capacité : 21 032 | Capacité : 5 006    | Sydney |
|                   |                     | Sydney |

## Nations qualifiées
| Nation             | Qualification            | Qualification   | Apparition | Apparition | Apparition | Meilleure performance | Classement mondial de la FIBA | Classement continental |
| Nation             | Méthode                  | Date            | Dernière   | Total      | D’affilée  | Meilleure performance | Classement mondial de la FIBA | Classement continental |
| ------------------ | ------------------------ | --------------- | ---------- | ---------- | ---------- | --------------------- | ----------------------------- | ---------------------- |
| Australie          | Pays organisateur        | 26 mars 2020    | 2018       | 16         | 15         | Champion (2006)       | 3                             | 1                      |
| États-Unis         | Champion olympique       | 8 août 2021     | 2018       | 18         | 16         | Champion (dix fois)   | 1                             | 1                      |
| Bosnie-Herzégovine | Tournoi de qualification | 5 février 2022  | aucune     | 0          | 0          | aucune                | 27                            | 18                     |
| Canada             | Tournoi de qualification | 5 février 2022  | 2018       | 12         | 5          | 3e (1979, 1986)       | 4                             | 2                      |
| Japon              | Tournoi de qualification | 5 février 2022  | 2018       | 9          | 4          | 2e (1975)             | 8                             | 3                      |
| Chine              | Tournoi de qualification | 11 février 2022 | 2018       | 11         | 11         | 2e (1994)             | 7                             | 3                      |
| France             | Tournoi de qualification | 11 février 2022 | 2018       | 11         | 6          | 3e (1953)             | 6                             | 3                      |
| Corée du Sud       | Tournoi de qualification | 12 février 2022 | 2018       | 16         | 16         | 2e (1967, 1979)       | 14                            | 4                      |
| Serbie             | Tournoi de qualification | 12 février 2022 | 2014       | 3          | 1          | 8e (2014)             | 10                            | 5                      |
| Nigeria            | Tournoi de qualification | 13 février 2022 | 2018       | 3          | 2          | 8e (2018)             | 15                            | 1                      |
| Belgique           | Tournoi de qualification | 13 février 2022 | 2018       | 2          | 2          | 4e (2018)             | 5                             | 2                      |
| Russie             | Tournoi de qualification | 14 février 2022 | 2010       | 5          | 1          | 2e (1998, 2002, 2006) | 12                            | 7                      |
| Porto Rico         | Repêchage                | 18 mai 2022     | 2018       | 2          | 2          | 16e (2018)            | 17                            | 4                      |
| Mali               | Repêchage                | 2 juin 2022     | 2010       | 2          | 1          | 15e (2010)            | 37                            | 3                      |

1. ↑  En juin 2022, le Nigéria décide de se retirer de toute compétition internationale. Il est remplacé par le Mali[4].
2. ↑  En février 2022, la Russie est exclue de toutes les compétitions organisées par la FIBA en guise de sanction à l'invasion de l'Ukraine par la Russie en 2022[5].

## Tirage au sort
Le tirage au sort s’est déroulé le 3 mars 2022 à Sydney et a été effectué par l’ancienne joueuse australienne Michele Timms.

### Chapeaux
La constitution des chapeaux s’est effectuée selon le classement mondial de la FIBA en date du 15 février 2022.
| Équipe     | Rang |
| ---------- | ---- |
| États-Unis | 1er  |
| Australie  | 3e   |
| Canada     | 4e   |
| Belgique   | 5e   |
| France     | 6e   |
| Chine      | 7e   |

| Équipe             | Rang |
| ------------------ | ---- |
| Japon              | 8e   |
| Serbie             | 10e  |
| Corée du Sud       | 13e  |
| Porto Rico         | 17e  |
| Bosnie-Herzégovine | 26e  |
| Mali               | 37e  |

## Premier tour
En cas d'égalité de points de plusieurs équipes à l'issue des matchs de poule, les critères suivants sont appliqués dans l'ordre indiqué pour établir leur classement:
1. Points de chaque équipe,
2. Face-à-face,
3. Différence de points,
4. Points pour.

- en gras, qualifié pour les quarts de finale

### Groupe A
| Rang | Équipe             | J | V | D | PP  | PC  | Diff | Pts |
| ---- | ------------------ | - | - | - | --- | --- | ---- | --- |
| 1    | États-Unis         | 5 | 5 | 0 | 536 | 305 | +231 | 10  |
| 2    | Chine              | 5 | 4 | 1 | 444 | 287 | +157 | 9   |
| 3    | Belgique           | 5 | 3 | 2 | 364 | 349 | +15  | 8   |
| 4    | Porto Rico         | 5 | 2 | 3 | 341 | 400 | -59  | 7   |
| 5    | Corée du Sud       | 5 | 1 | 4 | 346 | 494 | -148 | 6   |
| 6    | Bosnie-Herzégovine | 5 | 0 | 5 | 289 | 485 | -196 | 5   |

| Date         | Équipe       | Score  | Équipe             |
| ------------ | ------------ | ------ | ------------------ |
| 22 septembre | Porto Rico   | 82-58  | Bosnie-Herzégovine |
| 22 septembre | États-Unis   | 87-72  | Belgique           |
| 22 septembre | Chine        | 107-44 | Corée du Sud       |
| 23 septembre | États-Unis   | 106-42 | Porto Rico         |
| 23 septembre | Belgique     | 84-61  | Corée du Sud       |
| 23 septembre | Chine        | 98-51  | Bosnie-Herzégovine |
| 24 septembre | États-Unis   | 77-63  | Chine              |
| 24 septembre | Corée du Sud | 99-66  | Bosnie-Herzégovine |
| 24 septembre | Belgique     | 68-65  | Porto Rico         |
| 26 septembre | Belgique     | 85-55  | Bosnie-Herzégovine |
| 26 septembre | États-Unis   | 145-69 | Corée du Sud       |
| 26 septembre | Chine        | 95-60  | Porto Rico         |
| 27 septembre | Corée du Sud | 73-92  | Porto Rico         |
| 27 septembre | Belgique     | 55-81  | Chine              |
| 27 septembre | États-Unis   | 121-59 | Bosnie-Herzégovine |

### Groupe B
| Rang | Équipe      | J | V | D | PP  | PC  | Diff | Pts |
| ---- | ----------- | - | - | - | --- | --- | ---- | --- |
| 1    | Australie H | 5 | 4 | 1 | 390 | 308 | +82  | 9   |
| 2    | Canada      | 5 | 4 | 1 | 356 | 301 | +55  | 9   |
| 3    | Serbie      | 5 | 3 | 2 | 332 | 330 | +2   | 8   |
| 4    | France      | 5 | 3 | 2 | 318 | 296 | +22  | 8   |
| 5    | Japon       | 5 | 1 | 4 | 316 | 333 | -17  | 6   |
| 6    | Mali        | 5 | 0 | 5 | 306 | 450 | -144 | 5   |

| Date         | Équipe    | Score  | Équipe |
| ------------ | --------- | ------ | ------ |
| 22 septembre | Canada    | 67-60  | Serbie |
| 22 septembre | Japon     | 89-56  | Mali   |
| 22 septembre | Australie | 57-70  | France |
| 23 septembre | Japon     | 64-69  | Serbie |
| 23 septembre | Canada    | 59-45  | France |
| 23 septembre | Australie | 118-58 | Mali   |
| 25 septembre | France    | 74-59  | Mali   |
| 25 septembre | Australie | 69-54  | Serbie |
| 25 septembre | Canada    | 70-56  | Japon  |
| 26 septembre | Serbie    | 81-68  | Mali   |
| 26 septembre | France    | 67-53  | Japon  |
| 26 septembre | Australie | 75-72  | Canada |
| 27 septembre | Canada    | 88-65  | Mali   |
| 27 septembre | France    | 62-68  | Serbie |
| 27 septembre | Australie | 71-54  | Japon  |

## Tour final
Un tirage au sort décide des paires des quarts de finale. Les deux équipes les mieux classées de chaque groupe sont tirées au sort contre les deux équipes classées troisième et quatrième de l’autre groupe.
|  | Quarts de finale | Quarts de finale |             |             | Demi-finales           | Demi-finales           |    |  | Finale      | Finale      |
|  | Quarts de finale | Quarts de finale |             |             | Demi-finales           | Demi-finales           |    |  | Finale      | Finale      |
|  |                  |                  |             |             |                        |                        |    |  |             |             |
|  | 29 septembre     | 29 septembre     |             |             | 30 septembre           | 30 septembre           |    |  | 1er octobre | 1er octobre |
|  | 29 septembre     | 29 septembre     |             |             | 30 septembre           | 30 septembre           |    |  | 1er octobre | 1er octobre |
|  | Australie        | 86               |             |             | 30 septembre           | 30 septembre           |    |  | 1er octobre | 1er octobre |
|  | Australie        | 86               |             |             | 30 septembre           | 30 septembre           |    |  | 1er octobre | 1er octobre |
|  | Belgique         | 69               |             |             | 30 septembre           | 30 septembre           |    |  | 1er octobre | 1er octobre |
|  | Belgique         | 69               | Australie   | 59          |                        |                        |    |  | 1er octobre | 1er octobre |
|  | 29 septembre     |                  | Australie   | 59          |                        |                        |    |  | 1er octobre | 1er octobre |
|  |                  | Chine            | 61          |             |                        |                        |    |  | 1er octobre | 1er octobre |
|  | France           | Chine            | 61          | 71          |                        |                        |    |  | 1er octobre | 1er octobre |
|  | France           |                  |             | 71          |                        |                        |    |  | 1er octobre | 1er octobre |
|  | Chine            | 85               |             |             |                        |                        |    |  | 1er octobre | 1er octobre |
|  | Chine            | 85               | États-Unis  | 83          |                        |                        |    |  |             |             |
|  | 29 septembre     |                  | États-Unis  | 83          |                        |                        |    |  |             |             |
|  |                  | Chine            | 61          |             |                        |                        |    |  |             |             |
|  | États-Unis       | Chine            | 61          | 88          |                        |                        |    |  |             |             |
|  | États-Unis       | 30 septembre     |             | 88          |                        |                        |    |  |             |             |
|  | Serbie           | 55               |             |             |                        |                        |    |  |             |             |
|  | Serbie           | 55               | États-Unis  | 83          |                        |                        |    |  |             |             |
|  | 29 septembre     | 29 septembre     | États-Unis  | 83          | Match pour la 3e place | Match pour la 3e place |    |  |             |             |
|  | 29 septembre     | 29 septembre     |             | Canada      | Match pour la 3e place | Match pour la 3e place | 43 |  |             |             |
|  | Canada           | 79               | 1er octobre | 1er octobre |                        |                        | 43 |  |             |             |
|  | Canada           | 79               | 1er octobre | 1er octobre |                        |                        |    |  |             |             |
|  | Porto Rico       | 60               |             | Australie   | 95                     |                        |    |  |             |             |
|  | Porto Rico       | 60               |             | Australie   | 95                     |                        |    |  |             |             |
|  |                  |                  |             |             |                        |                        |    |  | Canada      | 65          |
|  |                  |                  |             |             |                        |                        |    |  | Canada      | 65          |

## Classement final
| Place                                                  | Équipe             | J | V/D | Classement mondial de la FIBA | Classement mondial de la FIBA | Classement mondial de la FIBA |
| Place                                                  | Équipe             | J | V/D | Ancien                        | Nouveau                       | +/−                           |
| ------------------------------------------------------ | ------------------ | - | --- | ----------------------------- | ----------------------------- | ----------------------------- |
| Médaille d'or, Coupe du Monde                          | États-Unis         | 8 | 8-0 | 1er                           | 1er                           | 0                             |
| Médaille d'argent, Coupe du Monde                      | Chine              | 8 | 6-2 | 7e                            | 2e                            | +5                            |
| Médaille de bronze, Coupe du Monde                     | Australie          | 8 | 6-2 | 3e                            | 3e                            | 0                             |
| 4                                                      | Canada             | 8 | 5-3 | 4e                            | 5e                            | -1                            |
| Éliminés en quarts de finale                           |                    |   |     |                               |                               |                               |
| 5                                                      | Belgique           | 6 | 3-3 | 5e                            | 7e                            | -2                            |
| 6                                                      | Serbie             | 6 | 3-3 | 10e                           | 8e                            | +2                            |
| 7                                                      | France             | 6 | 3-3 | 6e                            | 6e                            | 0                             |
| 8                                                      | Porto Rico         | 6 | 2-4 | 16e                           | 10e                           | +6                            |
| Éliminés à l'issue de la phase de poules à la 5e place |                    |   |     |                               |                               |                               |
| 9                                                      | Japon              | 5 | 1-4 | 8e                            | 9e                            | -1                            |
| 10                                                     | Corée du Sud       | 5 | 1-4 | 11e                           | 12e                           | -1                            |
| Éliminés à l'issue de la phase de poules à la 6e place |                    |   |     |                               |                               |                               |
| 11                                                     | Mali               | 5 | 0-5 | 35e                           | 26e                           | +9                            |
| 12                                                     | Bosnie-Herzégovine | 5 | 0-5 | 24e                           | 14e                           | +10                           |

## Statistiques et récompenses

### Récompenses
| Récompenses           | Vainqueur     |
| --------------------- | ------------- |
| Most Valuable Player  | A'ja Wilson   |
| Best Defensive Player | Alyssa Thomas |
| Best Coach            | Zheng Wei     |

| - All-Tournament First Team : - A'ja Wilson - Breanna Stewart - Han Xu - Steph Talbot - Bridget Carleton | - All-Tournament Second Team : - Alyssa Thomas - Li Yueru - Arella Guirantes - Gabby Williams - Yvonne Anderson |